# مسعود بن الحكم
مسعود بن الحكم بن الربيع بن عامر بن خالد بن عامر بن زريق الأنصاري يكنى أَبَا هارون. ولد على عهد النَّبِيّ صَلَّى اللَّهُ عَلَيْهِ وَسَلَّمَ، وَكَانَ سريا لَهُ قدر وجلالة بالمدينة، ويعد من أجلة التابعين وكبارهم. روى عَنْ عُمَر وعثمان وعلي، وَهُوَ الَّذِي يروى عَنْ علي بْن أَبِي طالب عَنِ النَّبِيّ ولد في عهد النبوة. وَكَانَ سريا لَهُ قدر وجلالة بالمدينة وهو ثقة. يُعدّ في جلّة التّابعين وكبارهم. أمه حبيبة بِنْت شريق بْن أَبِي خيثمة من هذيل، مَاتَ سَنَةَ تِسْعِين.

## روايته للحديث النبوي
- روى عن: عمر، وعثمان، وعليّ، وغيرهم.
- روى عنه: أولاده: إسماعيل، وعيسى، ويوسف، وقيس، ونافع، محمد بن جبير بن مطعم، وسليمان بن يسار، وابن المنكدر، وغيرهم.

## أقوال العلماء فيه
- أبو حاتم بن حبان البستي: ذكره في الثقات.
- قال ابن حجر العسقلاني: له رؤية.
- قال ابن عبد البر الأندلسي: كان سريا له قدر وجلالة بالمدينة وبعد في جملة التابعين وكبارهم.
- قال الذهبي: كبير القدر.
- قال محمد بن سعد كاتب الواقدي: يعد من جلة التابعين وكبارهم.
- قال محمد بن عمر الواقدي: كان سريا مريا ثقة.